# California State Prison Corcoran
Das California State Prison, Corcoran (COR) ist ein US-amerikanisches Gefängnis in Corcoran im Kings County im Bundesstaat Kalifornien. Es wird auch als Corcoran State Prison,  CSP-C, CSP-COR, CSP-Corcoran und Corcoran I bezeichnet. Corcoran I wird nur von männlichen Insassen bewohnt.
In Corcoran befindet sich außerdem das California Substance Abuse Treatment Facility and State Prison, Corcoran (Corcoran II), mit dem es gelegentlich verwechselt wird.

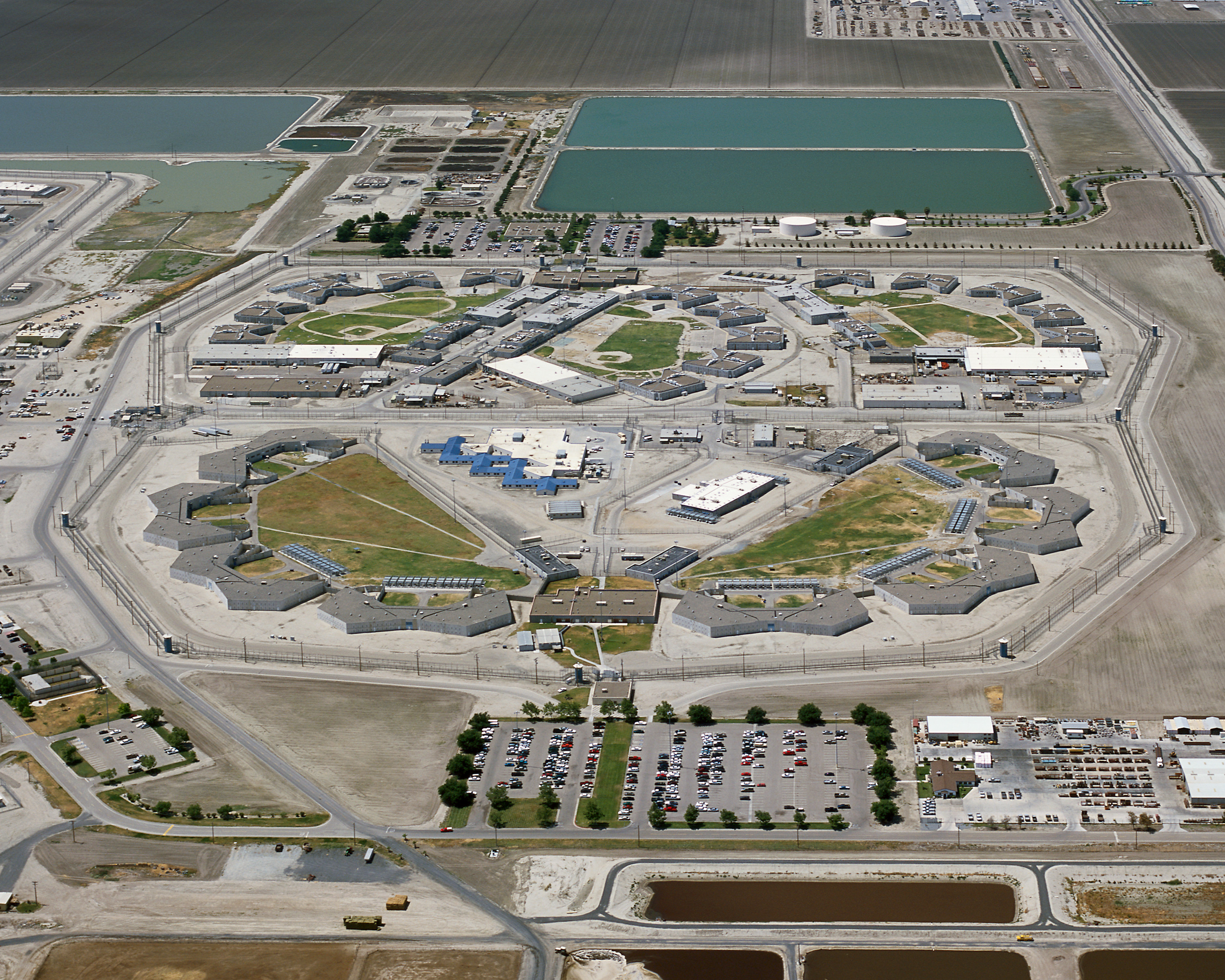
California State Prison, Corcoran

## Daten
2002/2003 hatte COR I 1703 Mitarbeiter und ein Budget von 115 Millionen. Im September 2007 hatte es eine Kapazität für 3116 Häftlinge, aber tatsächlich 5685 Insassen, mithin eine Überbelegungsquote von 82,4 Prozent.

## Geschichte
Das Gefängnis wurde auf dem Gelände Tulare Lake gebaut, einem alten Siedlungsgebiet der Yokut-Indianer. 1988 wurde die Einrichtung in Betrieb genommen. Im Oktober 1993 wurde das Gefängniskrankenhaus in Betrieb genommen.
Im August 1996 behauptete der Journalist Mark Arax in der Los Angeles Times, Corcoran sei das „problematischste“ von allen 32 Staatsgefängnissen. Zu dieser Zeit wurden in keinem anderen Staatsgefängnis soviele Insassen von Sicherheitskräften erschossen. Arax bewies anhand von Dokumenten, dass viele Tötungen nicht gerechtfertigt waren und oft auch unschuldige Gefangene getroffen wurden. Außerdem wurden durch die Sicherheitskräfte illegale Kämpfe zwischen Insassen arrangiert (sogenannte Gladiatordays). Im November 1996 wurde eine Sendung der CBS Evening News ausgestrahlt, in der die Erschießung eines Gefangenen durch Sicherheitskräfte thematisiert wurde.
Im März 1997 berichtete CBS News 60 Minutes über die „alarmierende Anzahl von Schusswaffeneinsätzen in dem Gefängnis“. Ein Untersuchungsbericht stellte fest, dass es sich bei den Tötungen um „Einzelfälle“ gehandelt habe. Ein Film namens Maximum Security University zeigte Überwachungskamerabilder, wo Insassen von Wachleuten an- bzw. erschossen wurden. Dieser Film wurde im Februar 1998 veröffentlicht. Im selben Monat wurden acht Vollzugsbeamte angeklagt, weil sie 1994 Kämpfe zwischen Insassen arrangiert haben sollen. Im Juni 2000 mussten die acht ihren Dienst quittieren, nachdem sie für schuldig befunden wurden.
Im Jahr 2003 wurde eine Dokumentation von MSNBC namens Lockup ausgestrahlt.

## Bekannte Insassen

### Aktuelle Insassen
- Dana Ewell, er ließ 1992 seine dreiköpfige Familie ermorden;[15]
- John Albert Gardner III, Doppelmörder;
- Phillip Garrido, Serienvergewaltiger, der eine Elfjährige entführte und 18 Jahre lang bei sich gefangen hielt;
- Mikhail Markhasev, Mörder von Ennis Cosby, dem Sohn Bill Cosbys.[16]  1998 wurde er zu lebenslanger Haft ohne Möglichkeit der Begnadigung verurteilt.[17]

### Frühere Insassen
- Juan Vallejo Corona, hat 1971 25 Menschen ermordet;[18][19]
- Yenok Ordoyan, Betrüger, wurde 2000 entlassen;[20]
- Joe Pegleg Morgan, Anführer und Gründungsmitglied der Mexican Mafia, starb 1993;[21]
- Sirhan Sirhan, Mörder Robert F. Kennedys,[19][22] wurde im Oktober 2009 ins Pleasant Valley State Prison verlegt.[23]
- Charles Manson, mehrfacher Mörder, starb im November 2017. Kam ursprünglich vom San Quentin State Prison im März 1989;[24]
- Phil Spector, Musikproduzent, saß ein wegen Totschlags an Lana Clarkson, starb Januar 2021.